# Chiesa di San Michele Arcangelo (Perugia)
La chiesa di San Michele Arcangelo anche detta tempio di Sant'Angelo è un edificio di culto cattolico sito a Perugia. È dedicato all'arcangelo Michele.

## Ubicazione

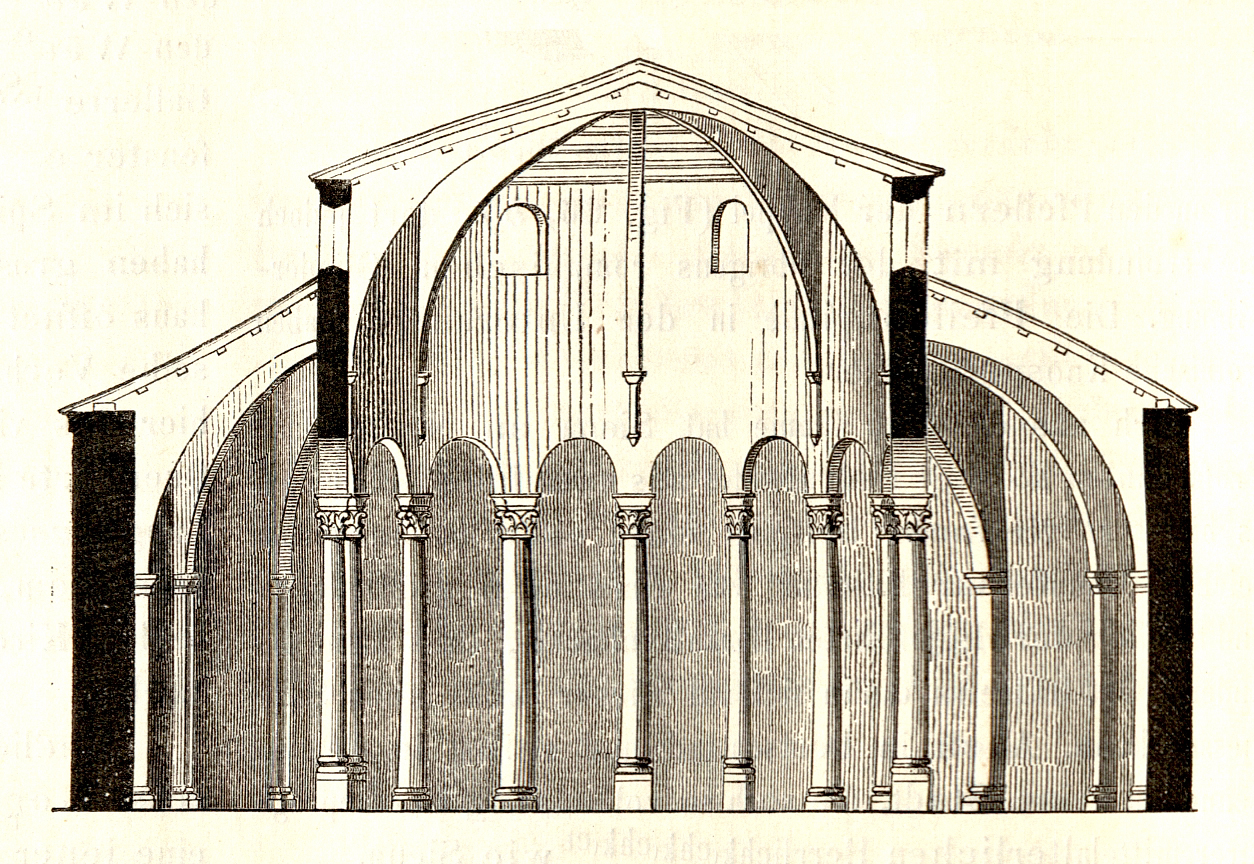
Sezione trasversale

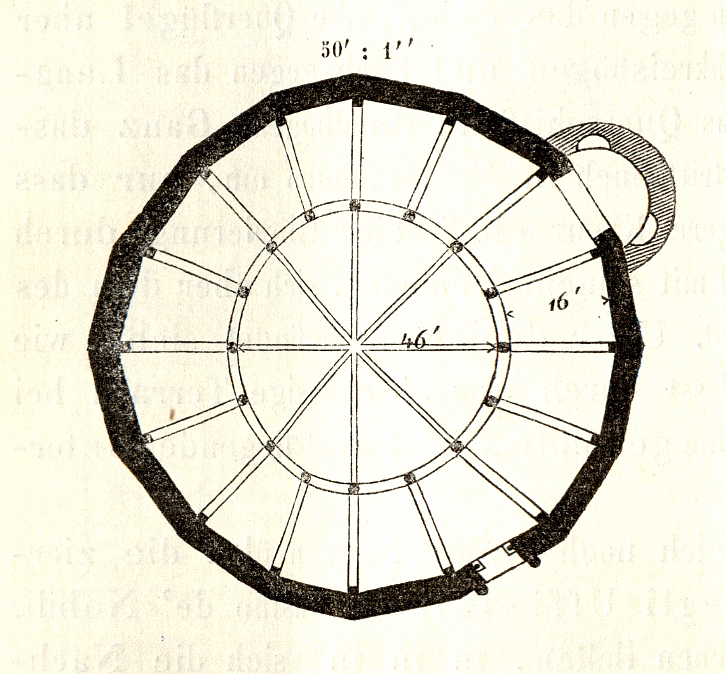
Pianta

Denominata anche "il tempietto" e dalla caratteristica forma circolare, sorge nell'omonimo Borgo Sant'Angelo, sull'altura a ridosso del Cassero e della strada che porta al convento francescano di Monteripido nella zona nord della città. La dedicazione all'angelo guerriero non è un caso, spesso utilizzata nelle chiese a ridosso delle cinte murarie per protezione della città. Un'altra possibile interpretazione del luogo viene da molto lontano. Sarebbe infatti uno dei luoghi di culto edificati lungo la cosiddetta «Linea di San Michele». Tale linea è l'insieme dei punti lungo la superficie terrestre dove passa l'ultimo raggio di sole al tramonto del solstizio estivo.

## Storia
La struttura, con asse est-ovest, molto caratteristica e sicuramente da mettersi in relazione con la tradizione delle chiese a pianta circolare - nella stessa Perugia lo è anche la chiesa di Sant'Ercolano e la scomparsa chiesa di San Giovanni Rotondo -  risale molto probabilmente al V secolo, ma quasi con certezza è stata edificata su un preesistente edificio di culto di epoca romana, probabilmente un mitreo, a sua volta edificato su un tempio etrusco, in un luogo sacro alla città.
Intorno all'anno 900 venne parecchio rimaneggiato e nel 1487 venne deteriorato dalla famiglia Baglioni che ne fece un arroccamento militare. A seguito di ciò il cardinale Tiberio Crispo vi fece fare restauri ed appose il suo stemma sopra il portale d'ingresso, che fu tolto dai francesi.
Nel 1948 venne sottoposto ad ulteriori restauri rimettendo in luce gli antichi affreschi e riaprendo le dodici finestre del tamburo centrale, rifacendo anche le coperture ed i pavimenti.
In epoca medievale è passato agli agostiniani che tutt'oggi ne esercitano giurisdizione.
L'ingresso attuale, con il portale trecentesco, era il passaggio interno ad una delle cappelle andate perdute.
Alla fine del Settecento, a seguito di scavi nella zona, vennero alla luce diverse urne cinerarie di epoca etrusca e pietre con incisioni tanto da ipotizzare un uso della zona, in antico, come necropoli.

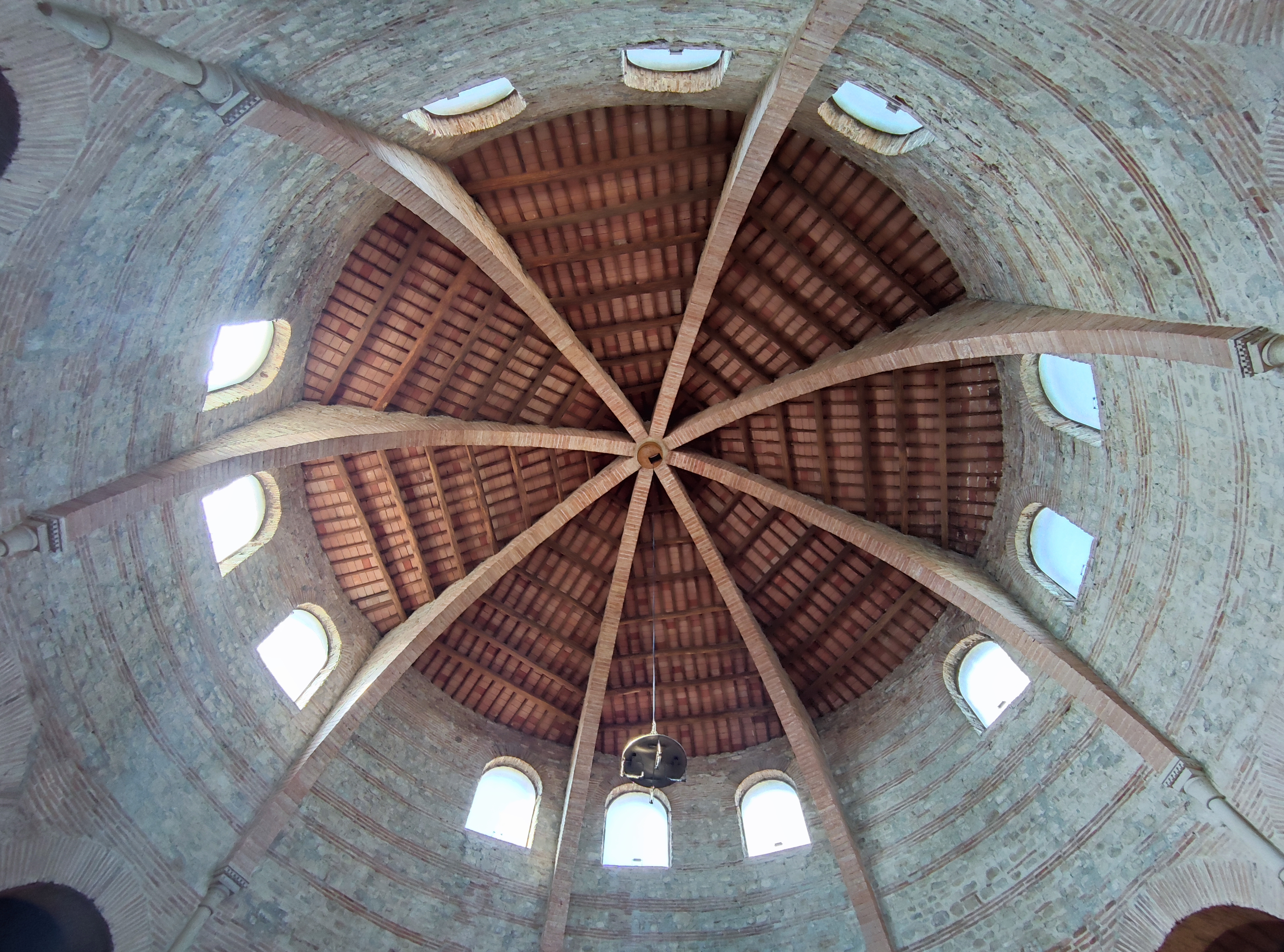
La cupola

## Descrizione

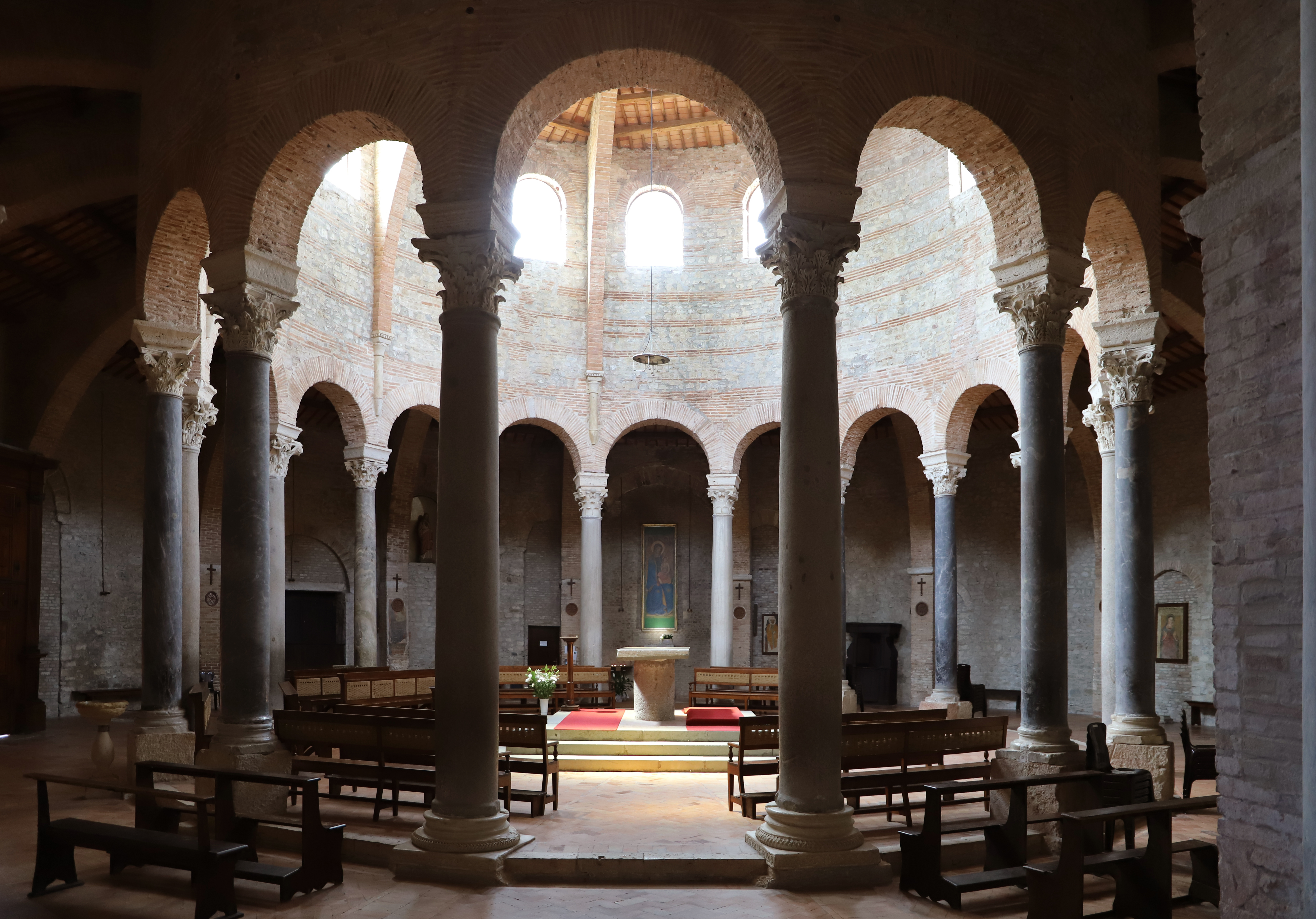
L'interno

### Architettura
La chiesa di San Michele Arcangelo presenta una costruzione a pianta centrale che si sviluppa su due aree concentriche, rispettivamente un ambulacro e la zona del presbiterio al cui centro è l'altare. A dividere l'ambulacro dall'area del presbiterio sono una serie di sedici colonne corinzie, sicuramente di riutilizzo, che fa ricordare la basilica del Santo Sepolcro come per la basilica di Santo Stefano (Bologna), la basilica di San Vitale (Ravenna), la basilica di Santo Stefano Rotondo al Celio, e molte altre chiese circolari con pianta centrale.

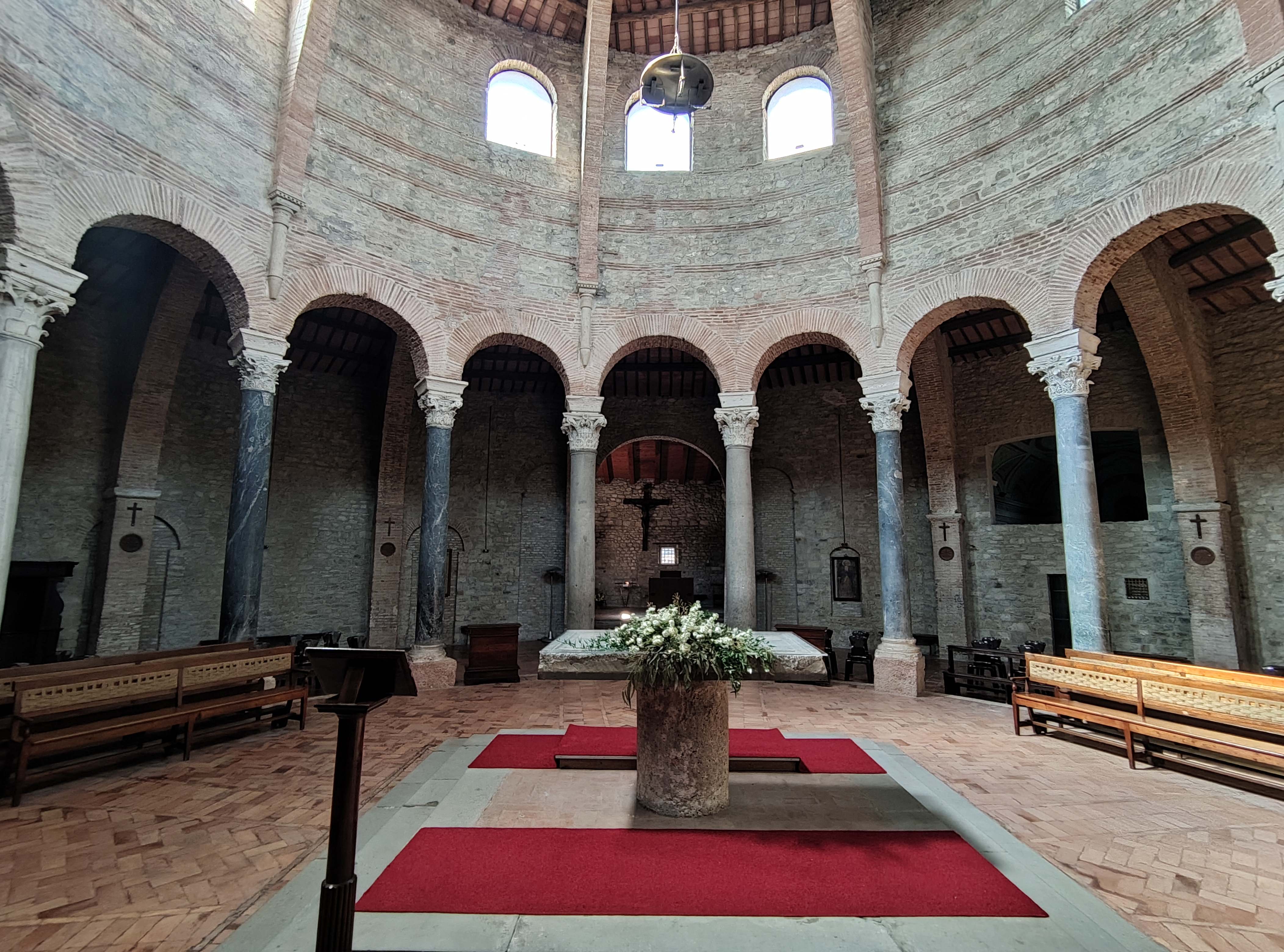
Altare

La facciata presenta un portale marmoreo del XIV secolo, caratterizzato da un arco gotico a sesto acuto con colonnine tortili; innestato nell'apertura della perduta cappella rivolta a sud. Non c'è il rosone, la luce penetra da dodici finestre del tamburo.

### Interno

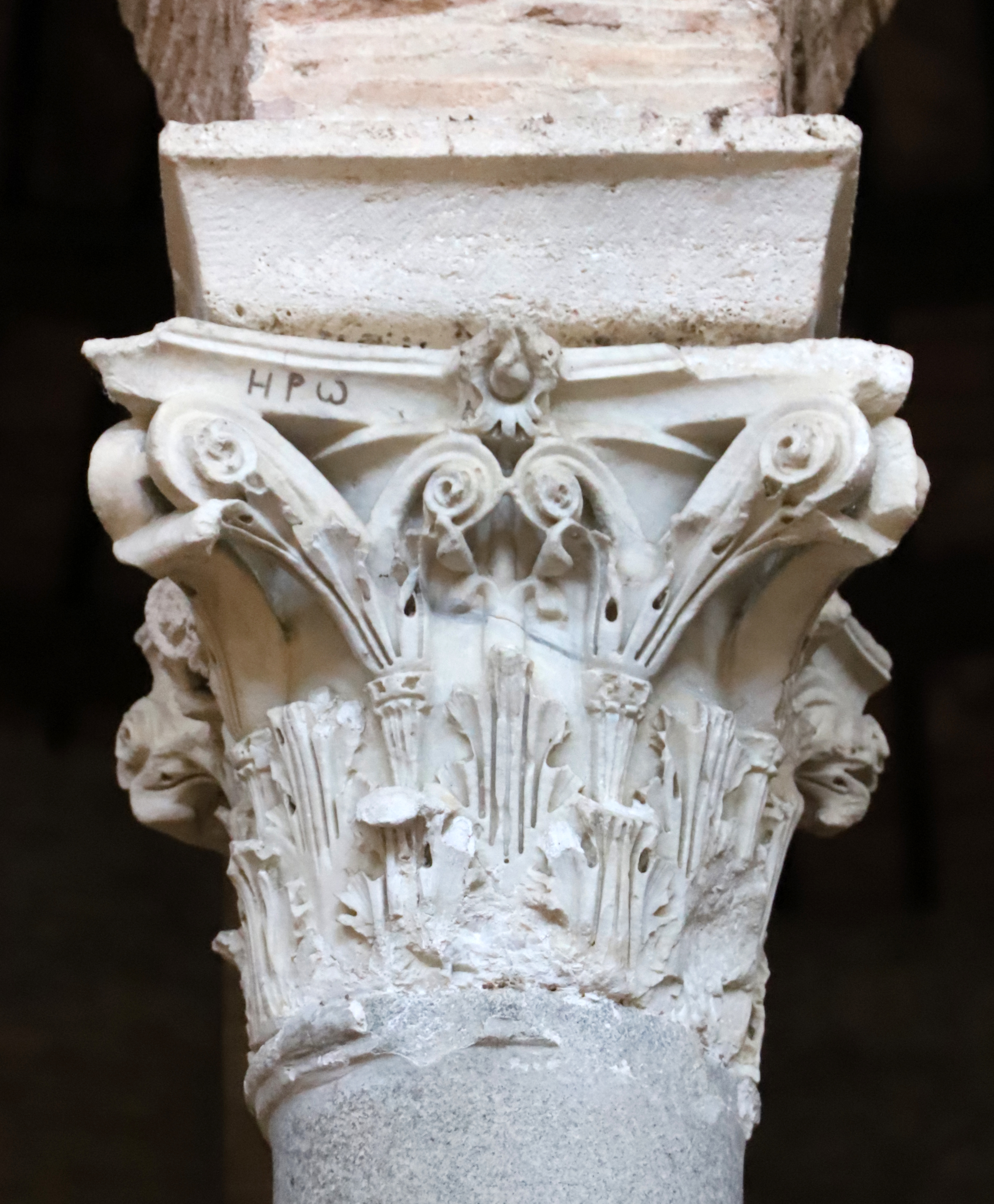
Capitello di spoglio con lettere greche

All'interno erano in origine quattro cappelle, che conferivano all'edificio la forma a croce greca. Attualmente ne rimangono soltanto due . Il soffitto ligneo è stato probabilmente rifatto  durante i lavori di ripristino del XX° secolo che hanno cancellato molte manomissioni apportate nel corso dei secoli.  Notevoli sono gli archi in stile gotico.
L'altare è costituito da un piano ricavato da una lapide abrasa di epoca romana, sorretta da un tronco di colonna. Il piccolo ciborio proviene dalla chiesa di San Giovanni Battista dei Cavalieri di Rodi portato qui dai francescani.
Il pavimento è ornato e cosparso di numerose pietre tombali, che presentano gli stemmi di falegnami, fabbri, muratori, vasari e numerose corporazioni artigiane.
L'entrata originaria era a sud-ovest, mentre attualmente è a sud.
Le colonne presentano una curiosa simbologia con caratteri in greco antico su cui gli studiosi ancora non sanno dare un'interpretazione soddisfacente. Nel lato nord del deambulatorio si trova "la Madonna del verde" copia di un affresco staccato, di un maestro di Scuola senese del XIV secolo, il cui originale è oggi nel Museo del Duomo. Sul lato est si incontra il battistero con affreschi votivi di un pittore umbro del XV secolo. Nella seconda cappella “del Crocifisso” si trova una tela del XVIII secolo, la Trinità e le anime purganti.

## Curiosità
La chiesa di San Michele Arcangelo viene rappresentata nel capitolo 186 del manga Berserk (manga) di Kentarō Miura